# Erkki Salmenhaara
Erkki Olavi Salmenhaara, född 12 mars 1941 i Helsingfors, död där 19 mars 2002, var en finländsk tonsättare och musikforskare.
Salmenhaara blev filosofie kandidat 1964, licentiat 1965 och filosofie doktor i musikvetenskap 1970, allt vid Helsingfors universitet. Han var 1966–1974 lektor, 1975–1998 biträdande och 1998–1999 professor i musikvetenskap vid samma lärosäte. Han tillämpade med framgång moderna kompositionstekniker bland annat i fem symfonier (1962–1971), en opera (1972) och talrika mindre vokal- och orkesterverk.
I sitt musikvetenskapliga skriftställarskap behandlade Salmenhaara bland andra György Ligeti (hans lärare 1963) och flera finländska 1900-talskompositörer, skrev biografier över Leevi Madetoja och Sibelius samt, tillsammans med Fabian Dahlström och Mikko Heiniö, ett översiktsverk över Finlands musikhistoria, Suomen musiikin historia (4 band, 1995–1996, belönad med Fack-Finlandiapriset 1997) och var en av landets mest ansedda musikkritiker.
Professorsförbundet utsåg honom 1996 till Årets professor. Han utnämndes till Riddare av 1. klass av Finlands Vita Ros' orden 1990.

### Uppslagsverk
- ”Salmenhaara, Erkki”. Biografiskt lexikon för Finland. Helsingfors: Svenska litteratursällskapet i Finland. 2008–2011. URN:NBN:fi:sls-4374-1416928956980
- Salmenhaara, Erkki i Uppslagsverket Finland (webbupplaga, 2012). CC-BY-SA 4.0